# Adinolepis eumana
Adinolepis eumana är en skalbaggsart som först beskrevs av Arturs Neboiss 1960.  Adinolepis eumana ingår i släktet Adinolepis och familjen Cupedidae. Inga underarter finns listade i Catalogue of Life.